# Camps-Chinolinsynthese
Die Camps-Chinolinsynthese wurde zunächst von Icilio Guareschi (1847–1918) im Jahre 1894 entdeckt. Guareschi hatte ortho-Aminoacetophenon mit Cyanessigsäureethylester in einer Kondensationsreaktion zu 2-Hydroxy-3-cyano-4-methylchinolin reagieren lassen. Diese Reaktion hat dann Rudolf Camps erweitert, um Hydroxychinoline zu synthetisieren, indem er N-Acyl-ortho-acylaniline mit einer Base umsetzte. Die Reaktion wird manchmal auch als Camps-Reaktion oder Camps-Cyclisierung bezeichnet.

## Übersicht
N-Acyl-ortho-acylaniline reagieren in Gegenwart einer Base zu 4-Hydroxychinolinen (Mitte) und 2-Hydroxychinolinen:

R^{1} und R^{2} sind organische Reste oder Wasserstoff, wobei die Reste gleich oder verschieden sein können.

Die Reaktion lässt sich also beispielsweise mit ortho-Aminoderivaten von Acetophenon, Benzophenon, Essigsäurebenzylester oder Propiophenon durchführen und führt zu einem Gemisch der beiden Produkte. Sollte einer der Reste elektronenziehende Eigenschaften besitzen (z. B. Cyano-, Acyl- oder Phenylgruppe) so entsteht nur ein Produkt:
- R1 ist eine elektronenziehende Gruppe → 4-Hydroxychinolinen (Mitte)
- R2 ist eine elektronenziehende Gruppe → 2-Hydroxychinolinen (rechts)

## Mechanismus
Im Folgenden werden die beiden unterschiedlichen Reaktionsmechanismen dargestellt, die je nach Ort der Deprotonierung ablaufen. R1 und R2 sind auch hier organische Reste oder Wasserstoff.

### Bildung von 2,3-Dialkyl-4-hydroxychinolin
Dieses Produkt bildet sich bei der Deprotonierung der Methylengruppe an dem R1-Rest, also wenn R1 ein elektronenziehender Rest ist oder ein Stoffgemisch der beiden Produkte entsteht:
Zunächst deprotoniert die Base die Methylengruppe des N-Acyl-ortho-acylanilins 1, wodurch sich das Enolat 2 bildet. Mit der Wiederausbildung der Carbonylgruppe greift die gerade gebildete C=C-Doppelbindung das Kohlenstoffatom der anderen Carbonylgruppe nucleophil an und bildet somit einen heterocyclischen Sechsring 3 aus. Das so entstandene Alkoholat 3 wird durch Alkohol zu Molekül 4 protoniert und spaltet anschließend Wasser ab. In dem Keton 5 findet dann eine Tautomerisierung statt, was zur Bildung des 2,3-Dialkyl-4-hydroxychinolins 6 führt.

### Bildung von 3,4-Dialkyl-2-hydroxychinolin
Das 3,4-Dialkyl-2-hydroxychinolin bildet sich hingegen wenn die Methylengruppe der Amino-acylgruppe deprotoniert wird (R2 ist elektronenziehender Rest oder als Teil Produktgemischs):
Hier wird die Methylengruppe am Stickstoff 1 von der Base deprotoniert. Auch hier entsteht ein Alkoholat 7. Bei der Ausbildung einer Carbonylgruppe greift die gebildete Doppelbindung 7 das Kohlenstoffatom der Acylgruppe an und bildet einen heterocyclischen Sechsring 8. Die entstandene Alkoholatgruppe 8 wird durch einen Alkohol protoniert 9. Anschließend wird unter Wasserabspaltung eine Doppelbindung ausgebildet. Auch hier findet abschließend eine Keto-Enol-Tautomerie von Keton 10 zum 3,4-Dialkyl-2-hydroxychinolin 11 statt.